# Mahamayuri

Mahāmāyūrī, rouleau du XIIe siècle, couleurs sur soie, Musée national de Tōkyō

Mahāmāyūrī, Grande Paonne (sanskrit: महामायूरी , chinois: 孔雀明妃 (ou 明王) kǒngquè míngfēi (míngwáng), japonais: 孔雀明王 Kujaku Myōō, coréen: 공작명왕 Gong Jak Myeong Wang), est une reine du Savoir (Vidyârâjñî) dans le Panthéon bouddhique.
Mahāmāyūrī est une personnification pacifique, contrairement aux personnifications de sexe masculin des Rois du Savoir, à l'attitude courroucée. Mahāmāyūrī a le pouvoir de protéger des intoxications physiques ou spirituelles,.